# Cortina d’Ampezzo
Cortina d’Ampezzo (németül: Hayden, ladin nyelven Anpëz vagy Anpezo) kisváros (közigazgatásilag comune) Észak-Olaszországban, Veneto régióban, Belluno megyében. A Cortina d’Ampezzo síkomplexum napjainkban az ország egyik legnépszerűbb síparadicsoma. Itt rendezték meg az 1956. évi téli olimpiai játékokat. Újkori olasz nevének jelentése „ampezzói kortinafal” (várfal).

## Fekvése
A kisváros a Dolomitok azonos nevű völgyében (Valle d’Ampezzo) fekszik 1224 m-es magasságban, nyugaton a Tofanák hegycsoportja, északon a Monte Cristallo tömbje, keleten az Ansiei-völgy (Val d’Ansiei) és a Cadore-vidék, délen Agordo között. Cortina nyugati határában emelkednek a Tofanák csúcsai, északon a Pomagagnon-gerinc, északkeleten a Cristallo-hegység, keleten a Monte Faloria és a Sorapiss, délen pedig a Becco di Mezzodì, a Croda da Lago és a Cinque Torri hegytömbjei.

## Története
A középkorban Ampezzo az Aquileiai patriarkátusnak (a Német-római Birodalom hűbéres államának) volt alárendelve. 1420-ban a falucskát a Velencei Köztársaság hódította meg. 1508-tól az itáliai háborúkban a Habsburgok több hadjáratban próbálták fennhatóságuk alá vonni. 1511-ben, Peutelstein erődjének eleste után az ampezzóiak meghódoltak I. Miksa császárnak, aki a hűségesküért cserébe számos kiváltságot biztosított az „Nagytekintélyű Ampezzói Elöljáróságnak” (Magnifica Comunità d'Ampezzo). Noha a vidék (Tirol részeként) 1919-ig osztrák fennhatóság alatt maradt, lakosai nem németesedtek el, megőrizték eredeti nyelvüket, a ladint.
Az első világháború idején (Olaszország 1915-ös hadba lépésétől 1917 végéig, a caporettói áttörést követő olasz összeomlásig) heves összecsapások zajlottak e vidéken az olasz és az osztrák-magyar hegyi csapatok között – ezeknek állít tanulságos emléket a környékbeli szabadtéri múzeum. A világháborút lezáró saint-germaini békeszerződés hatályba lépése (1920) után a település Dél-Tirollal együtt az Olasz Királysághoz (Trentino tartományhoz) került.
A 19. század közepén igen kedvelt kiránduló- és üdülőhely volt, néhány évtizeddel később pedig már a Dolomitok királynőjeként emlegették, amelyet páratlanul szép fekvésének is köszönhetett. Az fasizmus idején erőszakos olaszosítás folyt a vidéken, 1923-ban Ampezzót (más ladin községekkel együtt) királyi rendelettel Veneto tartományhoz csatolták. Az 1950-es évekre Cortina világhírű síparadicsommá vált. Az 1970-es évektől a Dolomiti Superski regionális síszövetség tagja. 2007. október 29-én a Ladin többségű Ampezzo-völgyben, valamint a szomszédos Livinallongo del Col di Lana (Fodom) és Colle Santa Lucia községekben eredményes népszavazást tartottak a Veneto régiótól való elszakadás és Trentino-Dél-Tirol régióhoz való átcsatolás eléréséért. Veneto régió politikai vezetése elutasította a népszavazási határozat végrehajtását, az ügy az Európai Bíróság elé került.

## Demográfia
A lakónépesség számának alakulása:

## Látnivalók
- Dolomiti d’Ampezzo parkerdő
- a Cinque Torri és a Falzarego Lagazuo vidékek – hosszan húzódó első világháborús lövészárkaik miatt
- az olimpiai síugrósánc, a rangos nemzetközi versenyeknek otthont adó bobpálya
- az 1775-ben épült Szent Fülöp templom
- a városka szimbóluma az 1480-ban épült harangtorony a Santuario della Difesa

## Megközelítése
- közúton dél felől: az A27 autópályán Mestréből Pian di Vedoja (Belluno) felé, Belluno után a Ponte nelle Alpi kijáratnál rátérni az SS51-es főútra, majd azon egyenesen Cortinába.
- közúton nyugat és észak felől: az A22 autópályán, kijárat Bressanone (Brixen) felé, innen az SS49-es főúton Dobbiacóig (Toblachig), majd az SS51-es főúton Cortináig.
- közúton Ausztria felől: Lienztől a B100 főúton Arnbach határállomáson át Dobbiacóig (Toblachig), majd az SS51-es főúton Cortináig.
- vonattal: Velencéből Calalzo di Cadoré-ig, onnan az SS51-es főúton kb. 35 km busszal Cortináig.
- busszal: Velencéből – Trevisóban és Mestrében megállva. Főszezonban szombatonként Parma-Cortina közvetlen járatok is.
- repülővel: a legközelebbi repülőterek Trevisóban, Velencében, Veronában vagy osztrák oldalon Innsbruckban vannak.

## Testvérvárosai
- Cattolica